# Adriana Săftoiu
Ana Adriana Săftoiu (n. 11 septembrie 1967, Dej, România) este o politiciană română, fost deputat PNL ales în legislatura 2004-2008, în circumscripția electorală nr. 31 Prahova, colegiul uninominal nr.7 (Urlați). Este ziaristă, a deținut  funcția de consilier prezidențial și purtător de cuvânt al Președintelui României, Traian Băsescu (decembrie 2004-martie 2007). A demisionat din Parlament pe data de 22 decembrie 2004 și a fost înlocuită a către deputatul Cosmin Gabriel Popp.

## Carieră profesională
Ana Adriana Săftoiu s-a născut la data de 11 septembrie 1967 în orașul Dej (județul Cluj). A absolvit în anul 1993 Facultatea de Litere, Secția română-spaniolă, din cadrul Universității din București. În perioada studenției, a făcut parte din conducerea Ligii studenților de la Universitatea din București (1990-1993). Ulterior a urmat cursuri de jurnalism politic la Sofia (1995), cursuri postuniversitare de relații publice la Facultatea de Jurnalism (1999), beneficiind și de o bursă pentru studii în relații publice în Boston, Massachusetts, SUA (2000).
După absolvirea Facultății, Adriana Săftoiu a lucrat, între anii 1993-1998, ca ziaristă la agențiile de presă ROMPRES și MEDIAFAX. În perioada 1998-2000 a îndeplinit funcția de secretar de stat, purtător de cuvânt al Guvernului. Apoi a fost numită director de cabinet al ministrului transporturilor, Traian Băsescu (2000-2001).
După ce a lucrat, între anii 2001-2004, în calitate de consilier la REMITROM 2000 și director al biroului de presă al Partidului Democrat (PD), în urma alegerilor din noiembrie 2004, Adriana Săftoiu a fost aleasă ca deputat de București pe listele Alianței Dreptate și Adevăr PNL-PD. A fost validată ca deputat la data de 17 decembrie 2004 prin Hotărârea Camerei Deputaților nr. 36/2004, dar a demisionat din Parlamentul României la 22 decembrie 2004, demisie aprobată prin Hotărârea Camerei Deputaților nr. 40/2004. Săftoiu a fost înlocuită de către deputatul Cosmin Gabriel Popp.

## Cariera politică

### Consilier prezidențial
Adriana Săftoiu a fost numită la data de 21 decembrie 2004 în funcția de consilier prezidențial, purtător de cuvânt al Președintelui României, Traian Băsescu, șef al Departamentului de Comunicare Publică.
În iulie 2006, consilierul prezidențial Adriana Săftoiu a depus la Parchetul Militar o plângere penală împotriva ministrului apărării, Teodor Athanasiu, pe care l-a acuzat că ar fi folosit Direcția de Informații a Armatei pentru a afla detalii despre activitatea ei la Cotroceni. Săftoiu l-a acuzat pe Athanasiu de comiterea infracțiunii de abuz în serviciu contra intereselor persoanelor.
Adriana Săftoiu a reclamat că în două apariții publice (la Realitatea TV, pe 5 iulie 2006 și în ziarul „Adevărul”, pe 7 iulie 2006), ministrul apărării, Teodor Athanasiu, ar fi insinuat că folosește serviciul de informații al armatei pentru a obține informații în legătura cu activitatea desfășurată de ea în cadrul Administrației Prezidențiale. Ea s-a justificat prin faptul că nu a amenințat siguranța națională a României, astfel că ministrul apărării naționale nu era îndreptățit să dispună ori să accepte culegerea de informații despre activitatea sa.
În urma acestei acțiuni, președintele Traian Băsescu a decis suspendarea din funcție a ministrului Teodor Athanasiu, iar ulterior acesta a fost înlocuit din funcție.
A demisionat la data de 28 martie 2007, după cum au anunțat agențiile de presă Rompres și Newsin. Administrația Prezidențială nu a confirmat însă știrea, însă această informație a fost confirmată de Adriana Săftoiu, care a declarat că motivele sunt de natură personală și că: "E doar o măsură administrativă. Rămân în continuare un susținător al politicii și proiectelor lui Traian Băsescu". Demisia Adrianei Săftoiu a survenit la zece zile după ce soțul ei, Claudiu Săftoiu, a demisionat din funcția de director al SIE.

### În Partidul Național Liberal
În primăvara lui 2008, Adriana Săftoiu s-a înscris în Partidul Național Liberal (PNL). La alegerile parlamentare din 2008, a fost aleasă deputat de Prahova, pe listele PNL. A fost membră în Comisia pentru învățământ, știință, tineret și sport a Camerei Deputaților, și de asemenea în grupurile parlamentare de prietenie ale României cu Spania și Olanda. Ca deputat, Adriana Săftoiu a avut 10 luări de cuvânt (în 10 ședințe), 2 declarații politice, 24 de inițiative legislative inițiate, 10 întrebări și intreprelări și 19 moțiuni. La 1 februarie 2012, Săftoiu a demisionat din funcția de deputat și nu a mai candidat pe listele Uniunii Social-Liberale pentru un nou mandat parlamentar. La 23 decembrie 2012, a fost exclusă din PNL, la propunerea organizației locale din Prahova, motivată de faptul că opiniile fostului deputat nu mai corespundeau cu opiniile partidului, deși unele surse spun că excluderea s-ar fi datorat conflictului cu liderul partidului și fostul președinte-interimar, Crin Antonescu. În legislatura 2016-2020, Adriana Săftoiu a fost aleasă deputat pe listele PNL și este membru în grupurile parlamentare de prietenie cu Regatul Spaniei și Japonia.

### În Partidul Democrat-Liberal
La 8 martie 2013, Adriana Săftoiu s-a înscris în Partidul Democrat-Liberal (PDL), la invitația președintelui Vasile Blaga. A fost aleasă purtător de cuvânt al PDL, cu un vot împotrivă.

## Viața privată
Adriana Săftoiu a publicat o carte, intitulată "Vocile puterii" (Ed. Trei, București, 2007), despre toți purtătorii de cuvânt din instituțiile importante ale statului, din anii '90 și până în prezent.
Adriana Săftoiu a fost căsătorită cu fostul director al Serviciului de Informații Externe, Claudiu Săftoiu (numit și el în funcția de consilier prezidențial în decembrie 2004) și au împreună un copil. Adriana Săftoiu vorbește limbile spaniolă, engleză și franceză.

## Cărți publicate
- Vocile puterii (Editura Trei, București, 2007)
- Jurnal de campanie (Editura Trei, București, 2009)
- Cronică de Cotroceni (Editura Polirom, Iași, 2015)

- Simfonia Semnelor (Editura Trei, București, 2022)